# Moeneeb Josephs
Moeneeb Josephs (Fokváros, Dél-afrikai Köztársaság, 1980. május 19.) dél-afrikai labdarúgó, aki jelenleg az Orlando Piratesben játszik kapusként.

## Pályafutása
Josephs 1997-ben, 17 évesen kezdte meg profi pályafutását a Cape Town Spursnél, majd 1999-től annak utódjánál, az Ajax Cape Townnál szerepelt tovább. 2006-ban került a Wits Universityhez, ahol két évet töltött el és 55 mérkőzésen lépett pályára. 2008 óta az Orland Pirates játékosa.

## Válogatott
Josephs 2003 óta tagja a dél-afrikai válogatottnak, részt vett a 2006-os és a 2008-as afrikai nemzetek kupáján. Behívót kapott a 2010-es világbajnokságra.

## Külső hivatkozások
- Pályafutása statisztikái

## Fordítás
- Ez a szócikk részben vagy egészben  a   Moeneeb Josephs című angol Wikipédia-szócikk fordításán alapul.  Az eredeti cikk szerkesztőit annak laptörténete sorolja fel. Ez a jelzés csupán a megfogalmazás eredetét és a szerzői jogokat jelzi, nem szolgál a cikkben szereplő információk forrásmegjelöléseként.